# Cupaniopsis godefroyi
Cupaniopsis godefroyi är en kinesträdsväxtart som beskrevs av André Guillaumin. Cupaniopsis godefroyi ingår i släktet Cupaniopsis och familjen kinesträdsväxter. Inga underarter finns listade i Catalogue of Life.